# Ormiophasia busckii
Ormiophasia busckii là một loài ruồi trong họ Tachinidae.